# Amphineurus (Nothormosia) recurvans
Amphineurus (Nothormosia) recurvans is een tweevleugelige uit de familie steltmuggen (Limoniidae). De soort komt voor in het Australaziatisch gebied.